# Tower Productions
Die Tower Productions GmbH war ein deutsches Fernsehproduktions-Unternehmen mit Sitz in Berlin.

## Struktur
Die Tower Productions GmbH wurde im Dezember 2009 gegründet und ist ein Joint-Venture der international agierenden britischen Medienhäuser BBC Worldwide und All3Media. Im Herbst 2015 wurden die Geschäftsaktivitäten der deutschen Produktionsfirma MME Me Myself & Eye Entertainment GmbH mit der Tower zusammengeführt. Seither waren die Produktionen der beiden ehemaligen Schwesterfirmen unter einem Dach gebündelt.
Von Januar 2019 bis August 2021 war Dietlinde Stroh Geschäftsführerin von Tower Productions. Die interimsmäßige Leitung übernahm der Finanzvorstand Dirk Koep, bis ab April 2022 Kirstin Benthaus-Gebauer die Geschäftsführung übernahm.
Im November 2024 wurde bekannt, dass das Produktionsunternehmen geschlossen wird. Rund 30 Mitarbeiter waren von der Schließung, die bis März 2025 erfolgte, betroffen.

## Erfolgreiche Sendungen
Im deutschsprachigen Raum vertrat die Tower Productions GmbH exklusiv die Fernsehformat-Rechte ihrer Gesellschafter-Unternehmen All3Media und BBC Worldwide: von Studioshows über Facutal Entertainment-Programme, Dokusoaps & Doku-Reihen bis hin zu Daily-Entertainment deckte das Unternehmen das gesamte Spektrum der Unterhaltungsproduktion in Day- und Primetime ab.
Zu den bekanntesten Formaten zählten unter anderem: Undercover Boss (seit Frühjahr 2011 bei RTL Television und seit 2013 im ORF), Das große Backen mit Enie van de Meiklokjes (seit Frühjahr 2013 bei SAT.1), Let’s Dance (in Zusammenarbeit mit Seapoint Productions für RTL), Secret Millionaire (2013 bis 2015 bei RTL), das tägliche Format Mein himmlisches Hotel (2013 bis 2016 bei VOX) sowie Die Verräter – Vertraue Niemandem! (seit 2023 bei RTL).